# Meridian Lossless Packing
Meridian Lossless Packing, MLP, auch als Packed PCM (PPCM) oder Dolby Lossless bekannt, ist ein proprietärer verlustfreier Kompressionsalgorithmus für digitale Tonaufzeichnungen. Das Format wurde speziell im Hinblick auf hochaufgelöste Audiodaten und Mehrkanalanwendungen, wie zum Beispiel die DVD (Audio), entworfen.

## Geschichte und Zukunft
Entwickelt und patentiert wurde Meridian Lossless Packing von dem Unternehmen Meridian Audio und seinen Partnern. Die Vermarktung der Lizenz erfolgt heute über die Dolby Laboratories. Beim Nachfolger der DVD, der Blu-ray Disc (ebenso der HD DVD), kommt der MLP-Abkömmling Dolby TrueHD zum Einsatz.

## Merkmale
Meridian Lossless Packing bietet Packraten zwischen etwa 1,5 und über 3 zu 1 je nach Anzahl der Kanäle, Art des Inhalts und Auflösungen, wobei sich die meiste Ersparnis aus der Ausbeute der Redundanz zwischen den Kanälen ergibt: Mehr Kanäle bedeutet bessere Ausbeute.
Es ist geeignet für Audio-Material mit Abtastraten von 44.100 Hz bis 192.000 Hz, bis zu 24 bits pro Abtastwert und bis zu 64 auch verschieden aufgelösten Kanälen.
Dazu ist es leicht implementierbar und die Dekodierung benötigt relativ wenig Rechenleistung – sogar im Falle von sechs Kanälen mit 96 kHz Abtastrate und 24 Bit Abtasttiefe; wichtig für die Hardwareunterstützung. MLP enthält Mechanismen zur Korrektur von Fehlern bis zu einer Dauer von 2 ms, bietet einen zusätzlichen Metadaten-Kanal im Datenstrom und spätestens alle 30 ms einen Einsprungspunkt für den Decoder.

## Verwendung

### DVD-Audio
Die Working Group 4 des DVD Forum entschied, die Möglichkeit, MLP auf der DVD-Audio einzusetzen, in die Spezifikation aufzunehmen, um die Datenrate zu verringern und damit die Spielzeiten zu erhöhen.
Damit wird erreicht, dass die definierte maximale Übertragungsrate einer DVD-A von 9,6 Megabits pro Sekunde auch bei 6 Kanälen bei 24 bit / 96 kHz (unkomprimiert 13,8 Mb/s) nicht überschritten wird und für die höchsten Qualitätsstufen einer DVD-Audio (192 kHz/24 Bit Stereo, Mehrkanal-Audio 96 kHz bei 24 bit) mindestens 74 Minuten Spielzeit pro Seite und Schicht möglich sind.

## Alternativen
Freie und lizenzfreie Formate wie z. B. FLAC oder ALAC haben sich als Format für im Dateiformat verkaufte oder auf Netzwerklaufwerken (NAS) in Originalqualität gespeicherte Musik durchgesetzt.
FFmpeg enthält einen freien Encoder und Decoder für MLP und TrueHD.